# إيان تشارلسون هيدج
إيان تشارلسون هيدج مواليد 1928 (بالإنجليزية: Ian Charleson Hedge)‏ هو عالم نبات اسكتلندي.